# 털로
털로(Turlough, 게일어: Toirdhealbhach)는 중세 아일랜드의 이름이다. 이름의 의미는 북유럽 신화의 천둥의 신인 토르(Toir)에 게일어로 "닮은, 모양"을 뜻하는 dhealbhach가 붙어 "토르를 닮은"이라는 뜻이다. 이 이름은 아일랜드의 바이킹 정복 이후 쓰였으며 영어로는 의미상으로는 관계가 없지만 발음이 비슷한 테런스 (Terence)라고 번역된다.

## 이름을 딴 사람
테런스 맥스위니: 아일랜드의 극작가로 그의 게일어 이름은 Toirdhealbhach이다.